# Jurema (Caucaia)
Jurema é um distrito do município de Caucaia, na Região Metropolitana de Fortaleza. Criado pela Lei Municipal n.º 549, de 05 de março de 1990.

## Informações gerais
A antiga fazenda Jurema, do Dr. José Tibúrcio de Souza, deu lugar a um conglomerado de conjuntos habitacionais:
- Parque Guadalajara;
- Marechal Rondom;
- Parque Potira I e II;
- Quilômetro 14;
- São Miguel I e II;
- Parque Albano;
- Araturi;
- Nova Metrópole;
- Jurupari;
- Parque das Nações;
- Residencial Mirante do Sol.
- Tabapuá-Brasília II

O distrito possui toda a infraestrutura para se estabelecer como município: Escolas, igrejas, comércios, bancos, hospital/maternidade, delegacia de polícia, além de uma unidade da Fundação Bradesco e do Lar Fabiano de Cristo. A Avenida Dom Almeida Lustosa tem uma extensão de mais de 4 Km e é um grande corredor comercial.
Existe ainda, a “Feira da Jurema”, criada em 1970. Em 25 de setembro de 2024 foi inaugurado o Mercado Público da Jurema, após anos de espera.
O distrito luta, há anos, por sua emancipação política.